# Ludwig Schnorr von Carolsfeld (Sänger)

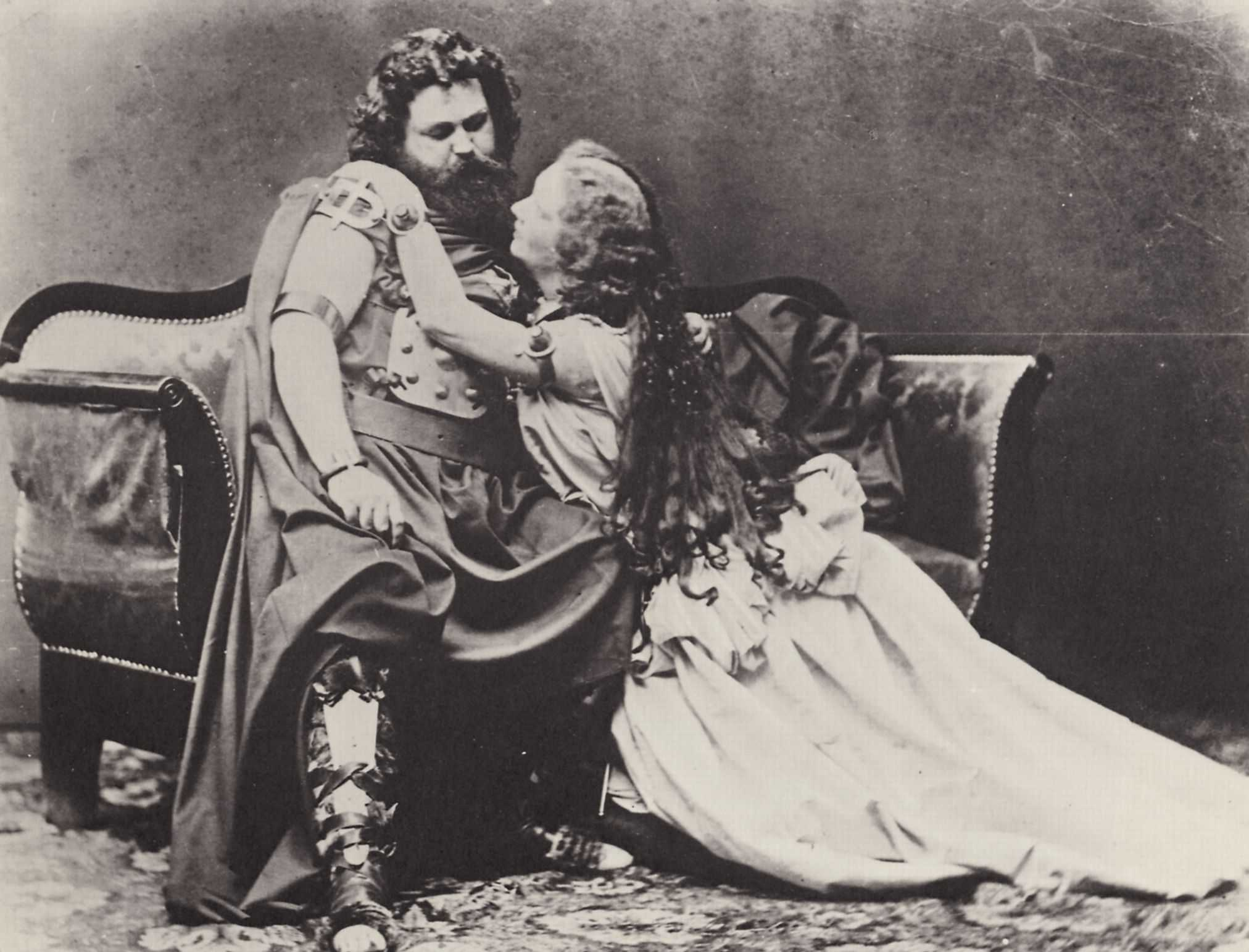
Joseph Albert: Ludwig und Malvina Schnorr von Carolsfeld 1865 als Tristan und Isolde

Ludwig Schnorr von Carolsfeld (* 2. Juli 1836 in München; † 21. Juli 1865 in Dresden) war ein deutscher Opernsänger (Heldentenor).

## Leben
Ludwig Schnorr von Carolsfeld entstammte der angesehenen sächsischen Künstlerfamilie Schnorr von Carolsfeld. Sein Vater war der bekannte Maler Julius Schnorr von Carolsfeld, seine Mutter Marie geb. Heller (1807–1882) die Stieftochter von Ferdinand Olivier. Der junge Ludwig besuchte zunächst die Kreuzschule in Dresden, die Heimat des Dresdner Kreuzchors. Das mag der Anstoß dafür gewesen sein, dass er entgegen der Familientradition nicht Maler werden wollte, sondern Sänger. Nach seinem Schulabschluss besuchte er deshalb das Leipziger Konservatorium.
1858 debütierte er am Karlsruher Hoftheater, 1860 auch am Dresdner Hoftheater und am Nationaltheater München. Am 25. April 1860 heiratete er die zehn Jahre ältere Sopranistin Eugénia Malvina Garrigues (7. Dezember 1825 – 8. Februar 1904). Sie war in Kopenhagen geboren als jüngste Tochter des Magdeburger Kommerzienrates Jean Antoine Henri Garrigues (1782–1857). Der nach Dänemark ausgewanderte Hugenottennachkomme (ein Enkel von Moyse Garrigue), war auch portugiesischer Generalkonsul in Dänemark. Malvina stellte nach der Hochzeit ihre eigene Karriere zurück, um ihren Mann zu unterstützen.

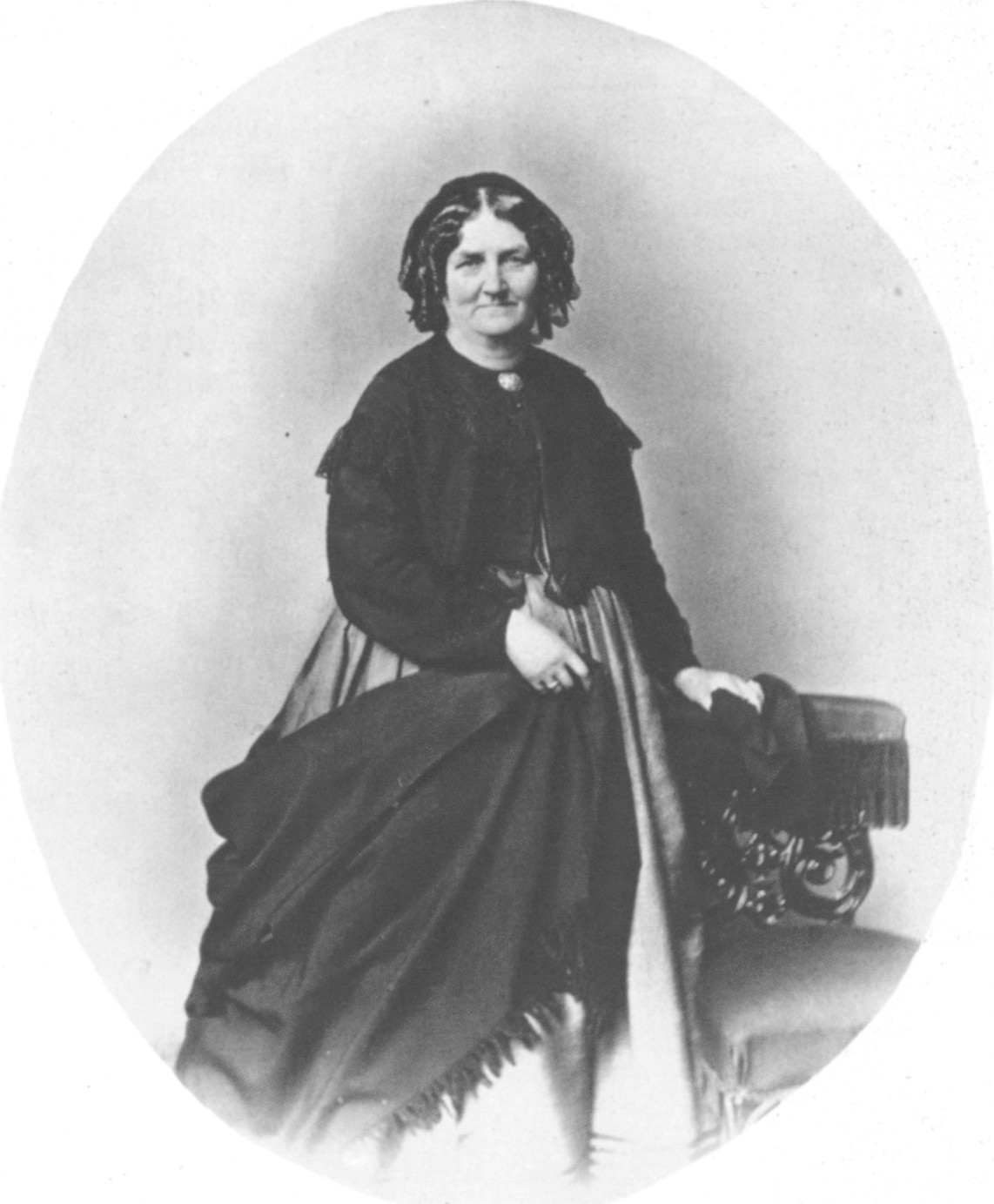
Malvina Schnorr-Carolsfeld

Schnorr von Carolsfeld machte sich in diesen Jahren einen Namen als intelligenter und zuverlässiger Tenor, insbesondere in Verdi- und Wagner-Rollen. 1861 hörte ihn der bayrische König Ludwig II. als Lohengrin. Diese Aufführung soll einer der Auslöser für die Begeisterung des Königs für Wagner und dessen Werke gewesen sein und war damit auch ein für die Karriere des Sängers entscheidender Moment.
1862 begegneten Ludwig und Malvina Schnorr von Carolsfeld in Biebrich Richard Wagner. Bei dieser Gelegenheit ließ sich der Komponist von den beiden Passagen aus seiner neuen Oper Tristan und Isolde vorsingen; er begleitete selbst am Klavier. Dass dieses Treffen Wagner beeindruckt hatte, zeigte sich drei Jahre später: Tristan und Isolde sollte in der Saison 1862/63 an der Wiener Hofoper uraufgeführt werden. Dieses Unternehmen wurde jedoch nach 77 Proben als undurchführbar abgebrochen, nicht zuletzt, weil der für die Hauptrolle vorgesehene Tenor sich der Herausforderung nicht gewachsen zeigte.

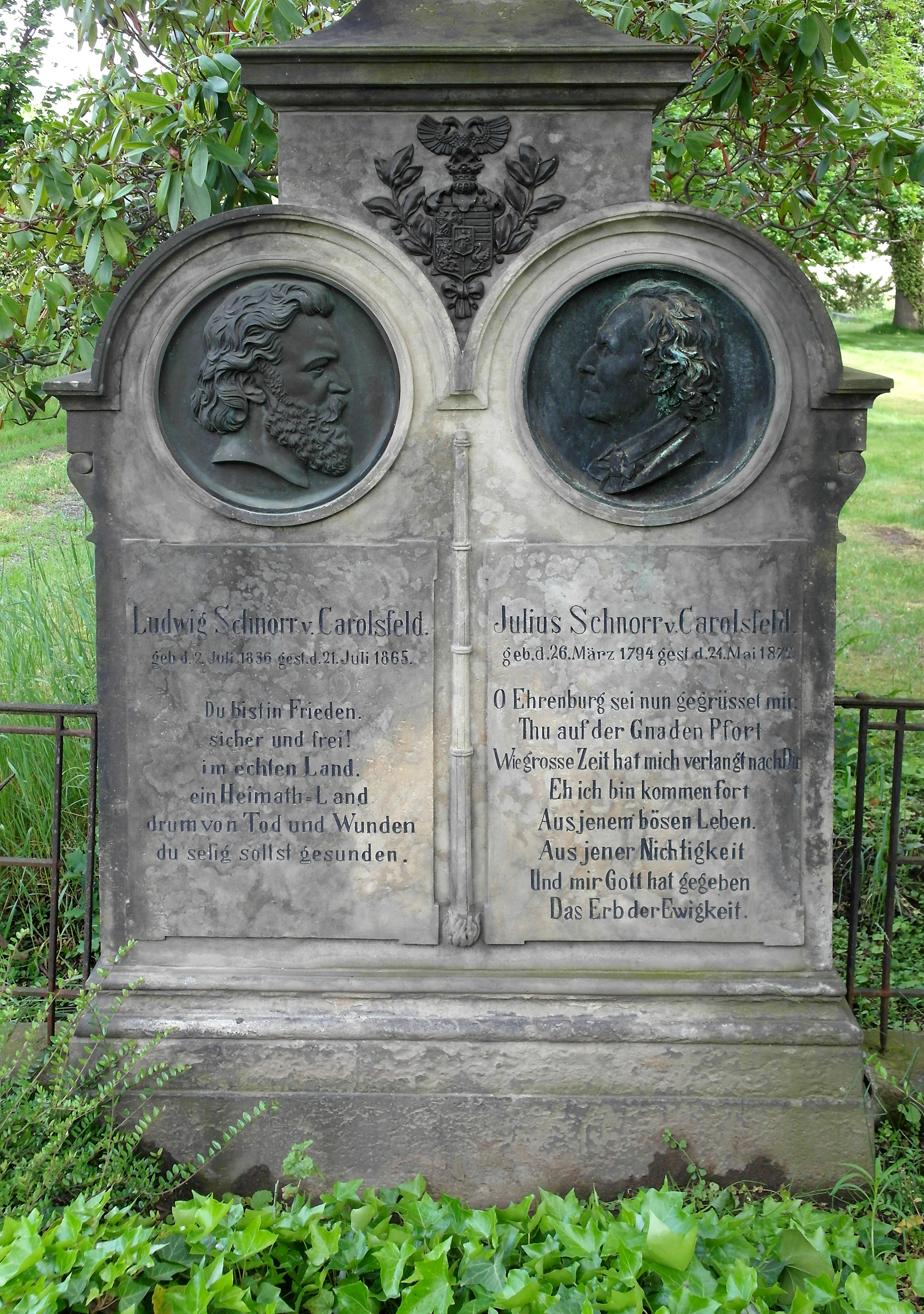
Grab auf dem Alten Annenfriedhof in der Südvorstadt von Dresden

1865 ermöglichte Ludwig II. einen neuen Versuch, die Oper in München aufzuführen. Auf Wagners Betreiben wurden die beiden Hauptrollen mit Ludwig und Malvina Schnorr von Carolsfeld besetzt. Und obwohl die Uraufführung des Werkes am 10. Juni 1865 alles andere als ein einhelliger Erfolg war – die Kritik nannte das Werk unter anderem „unanständig“ – machte sie die Hauptdarsteller auf einen Schlag international bekannt und hätte für beide den Beginn einer ganz großen Karriere bedeuten können. Überdies sollte Ludwig Schnorr von Carolsfeld in einer Schule für Wagner-Sänger, die nach Absprache mit Ludwig II. zu gründen war, „eine wichtige Aufgabe übernehmen“.
Sechs Wochen und drei Aufführungen des Tristan später starb Ludwig Schnorr von Carolsfeld plötzlich und völlig unerwartet mit gerade erst 29 Jahren in Dresden. Sein früher und mysteriöser Tod machte ihn zur Legende – und wurde lange als Folge der riesigen Anstrengungen angesehen, die Wagner seinen Sängern, und insbesondere dem Sänger des Tristan, abverlangte. Die heutige Forschung nimmt an, dass die Todesursache wahrscheinlich eine Infektionskrankheit wie Typhus oder Meningitis war. Ludwig Schnorr von Carolsfeld liegt neben seinem Vater auf dem Alten Annenfriedhof in der Dresdner Südvorstadt begraben. Nach dem frühen und unerwarteten Verlust beendete auch seine Witwe Malvina ihre Karriere endgültig.